# Sanitätsoffizier

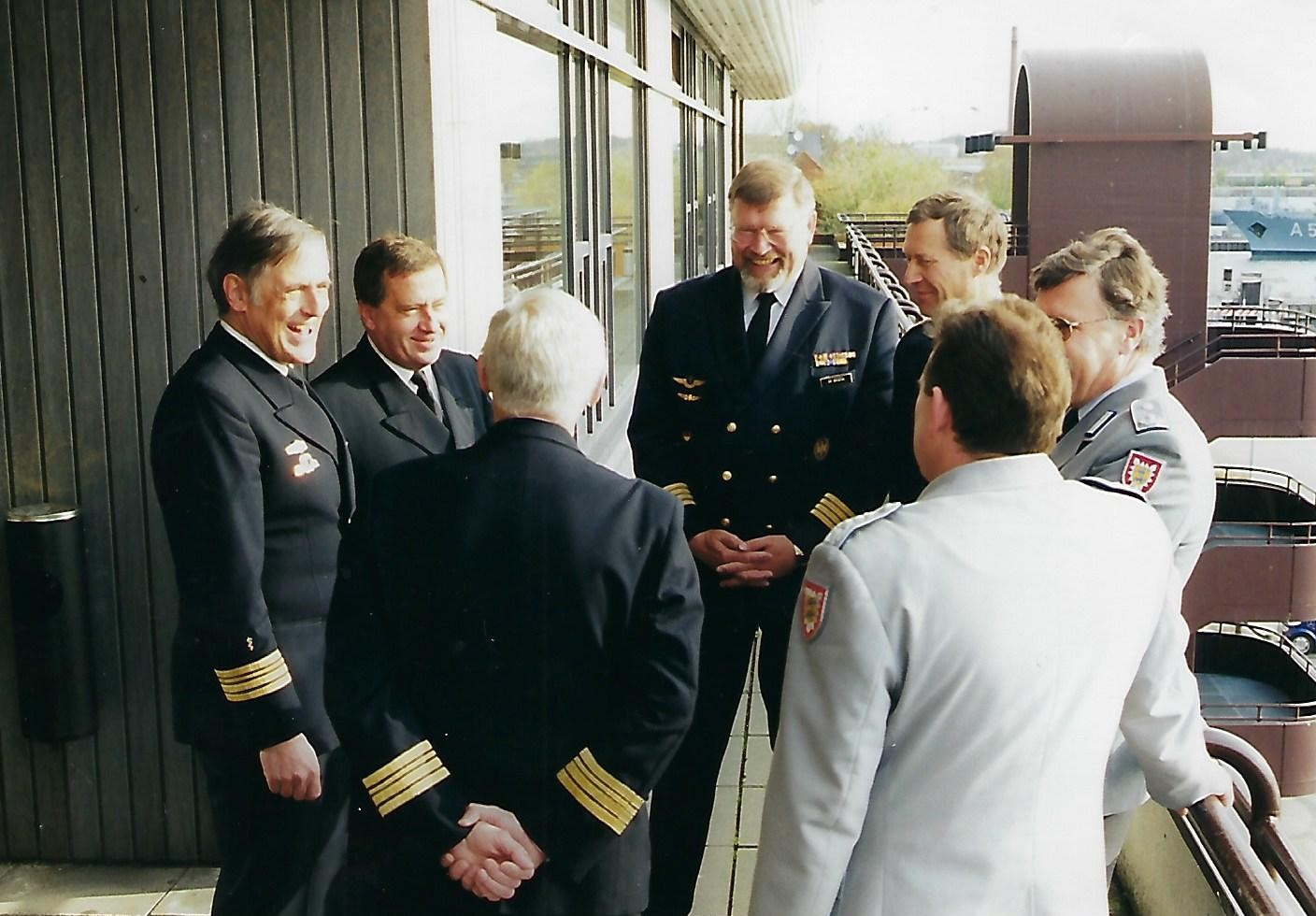
Sieben Sanitätsoffiziere im Kieler Tirpitzhafen

Ein Sanitätsoffizier ist ein Arzt, Zahnarzt, Tierarzt oder Apotheker, der als Offizier im Sanitätswesen der Streitkräfte dient. Abgesehen vom Apotheker wird er auch als Militärarzt bezeichnet.

## Begriffsbestimmung

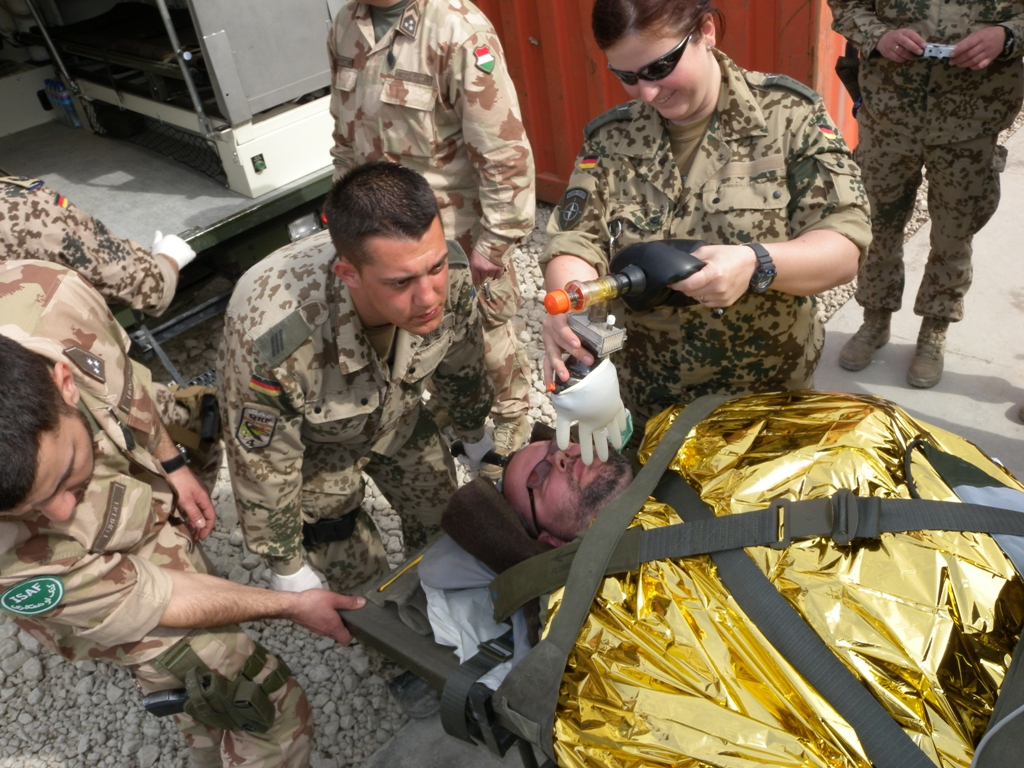
Sanitätsoffiziere und Sanitätspersonal verschiedener Nationen, darunter eine deutsche Stabsärztin der Luftwaffe

Von den approbierten Sanitätsoffizieren zu unterscheiden ist der „Offizier im Sanitätsdienst“. Ihnen obliegen beispielsweise die Unterhaltung und Schutz von Einrichtungen, Gebäuden und Fahrzeugen des Sanitätsdienstes, Logistik und Personalverwaltung. Diese Aufgaben werden allerdings im Sanitätswesen der Streitkräfte oft auch durch approbierte Offiziere wahrgenommen.

## Uniform und Status
Sanitätsoffiziere tragen meist die reguläre Uniform eines Kombattanten und sind wie andere Offiziere häufig Vorgesetzte anderer Soldaten und dazu in die Rangordnung der Streitkräfte vollständig integriert. In einigen Streitkräften, wie zum Beispiel der Bundeswehr, unterscheiden sich aber die Dienstgradbezeichnungen der approbierten Ärzte und Apotheker von denen anderer Offiziere. In einigen Streitkräften werden die „regulären“ Dienstgrade oft um einen Zusatz, wie z. B. (MC) für medical corps (englisch für „Medizinisches Korps“), ergänzt. Obwohl Sanitätsoffiziere also in dieser Hinsicht „reguläre“ Soldaten sind, gelten Sanitätsoffiziere, wenn sie in einer der Einrichtungen des Sanitätsdienstes ärztlich oder als Apotheker tätig sind, als Nichtkombattanten. Sie sind dann durch besondere Schutzzeichen gekennzeichnet, stehen unter dem besonderen Schutz der Genfer Konventionen und sind nur zum Selbstschutz, bzw. dem Schutz ihrer Patienten und Sanitätseinrichtungen bewaffnet.

## Bundeswehr

### Definition
Sanitätsoffizier der Bundeswehr ist, wer einen Dienstgrad trägt, der gemäß Anordnung des Bundespräsidenten über die Dienstgradbezeichnungen und die Uniform der Soldaten und Zentraler Dienstvorschrift 14/5 Hauptleuten, Stabsoffizieren und Generalen vorbehalten ist und gemäß Soldatenlaufbahnverordnung in Verbindung mit der Zentralen Dienstvorschrift 20/7 einer der Laufbahnen für Offiziere des Sanitätsdienstes angehört.
Gemäß Zentraler Dienstvorschrift 14/5 und Soldatenlaufbahnverordnung führen Sanitätsoffiziere besondere, in der Anordnung des Bundespräsidenten über die Dienstgradbezeichnungen und die Uniform der Soldaten definierte Dienstgrade. Gemäß ZDv 14/5 lassen sich diese Dienstgrade in die Dienstgradgruppen Generale, Stabsoffiziere und Hauptleute gliedern. Diese Dienstgrade werden auch als „Sanitätsoffiziersdienstgrade“ oder „Sanitätsdienstgrade“ bezeichnet. Im Einzelnen sind dies die in der folgenden Tabelle aufgezählten Dienstgrade.
Genannt werden zunächst jeweils die Dienstgrade für Heeres- und Luftwaffenuniformträger, erst zuletzt ggf. die Dienstgradbezeichnungen der Marineuniformträger. Zunächst werden jeweils die Dienstgradbezeichnungen für Humanmediziner (entsprechen auch immer denen für Zahnärzte), dann die für Apotheker zuletzt ggf. die für Veterinäre aufgeführt. Sind die Dienstgradbezeichnungen in allen Uniformträgerbereichen identisch, wird auf eine erneute Aufzählung für Marineuniformträger verzichtet.
| Dienstgradgruppe | Dienstgrade |
| --- | --- |
| I Generale | 1. GeneraloberstabsarztH&L, AdmiraloberstabsarztM 2. GeneralstabsarztH&L, AdmiralstabsarztM 3. GeneralarztH&L, Generalapotheker† H&L, AdmiralarztM |
| II Stabsoffiziere | 1. OberstarztH&L, OberstapothekerH&L, OberstveterinärH, FlottenarztM, FlottenapothekerM 2. OberfeldarztH&L, OberfeldapothekerH&L, OberfeldveterinärH, FlottillenarztM, FlottillenapothekerM 3. Oberstabsarzt, Oberstabsapotheker, OberstabsveterinärH |
| III Hauptleute | 1. Stabsarzt, Stabsapotheker, StabsveterinärH |
| H nur Heeresuniformträger H&L nur Heeres- oder Luftwaffenuniformträger M nur Marineuniformträger † In den Dienstgrad Generalapotheker werden zurzeit bis auf Weiteres keine Soldaten mehr ernannt, weil der Haushalt keine Neubeförderungen mehr vorsieht. Hinweis: Wenn ein Dienstgrad weder mit einem hoch gestellten „H“, noch mit „H&L“ noch mit „M“ indiziert ist, dann findet sich der Dienstgrad in allen Uniformträgerbereichen. Alle oben aufgezählten Dienstgrade führen Sanitätsoffiziere exklusiv. Bezeichnung „-arzt“ für Human- inklusive Zahnmediziner, „-apotheker“ für Apotheker, „-veterinär“ für Tierärzte. | |

### Befehlsbefugnis und Dienststellungen

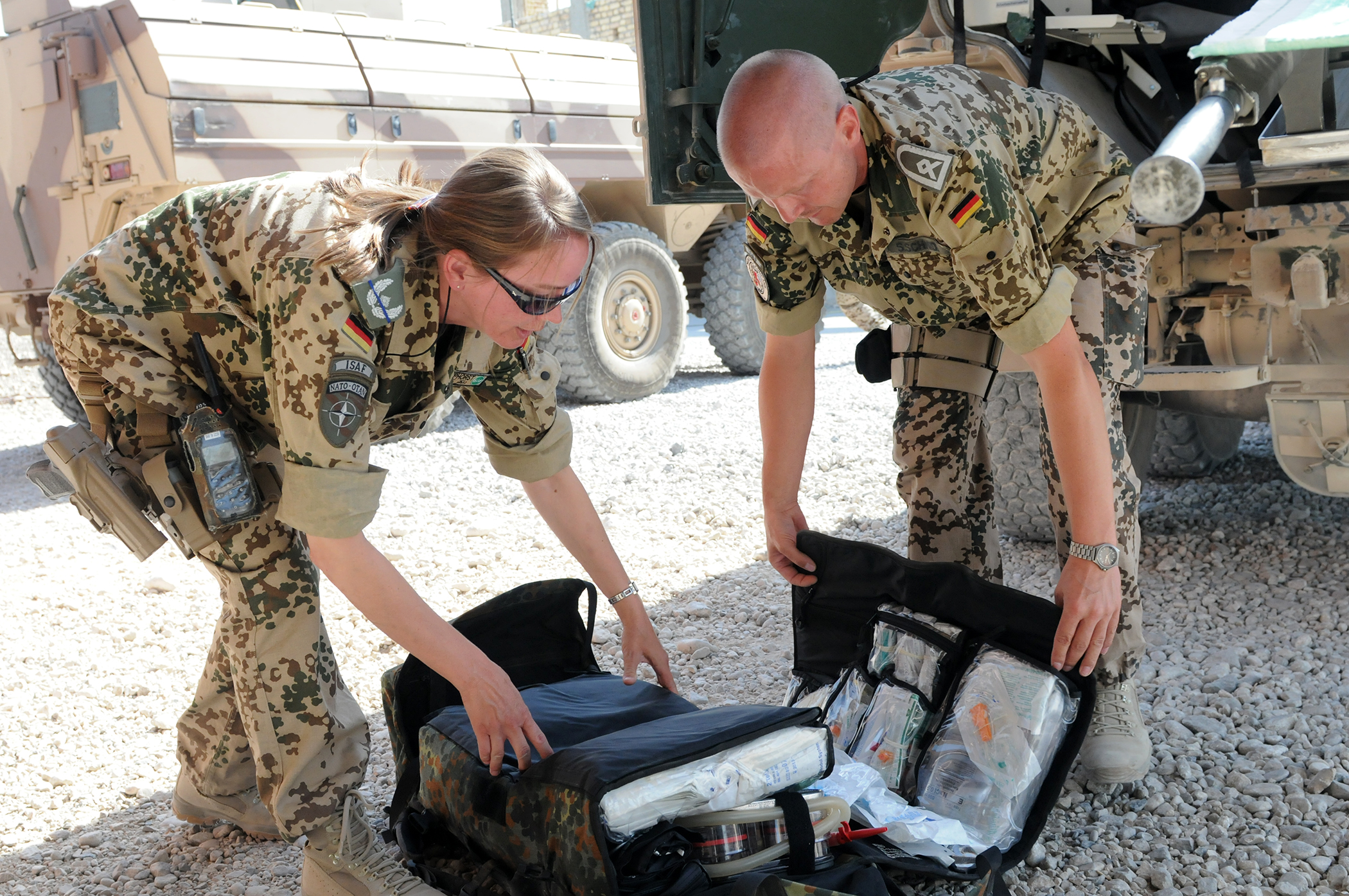
Oberstabsärztin und Hauptfeldwebel

Sanitätsoffiziere sind anderen Offizieren hinsichtlich ihrer Vorgesetztenfunktion gleichgestellt und können unabhängig von ihrem Dienstgrad auf Grundlage des § 4 („Vorgesetztenverhältnis auf Grund des Dienstgrades“) der Vorgesetztenverordnung innerhalb der dort gesetzten Grenzen Soldaten der Dienstgradgruppen der Mannschaften, der Unteroffiziere ohne und mit Portepee sowie der Leutnante Befehle erteilen.
Sanitätsoffiziere werden überwiegend in Einrichtungen und Verbänden des Sanitätsdienstes der Bundeswehr eingesetzt. Sanitätsoffiziere werden vor allem in der medizinischen Behandlung von Patienten eingesetzt. Dazu dienen sie in den Bundeswehrkrankenhäusern, Fachsanitätszentren, oder teils auch direkt in der Truppe als Truppenarzt, Schiffsarzt oder Fliegerarzt als Ärzte. Apotheker sind in den Bundeswehrapotheken oder in einem Versorgungs- und Instandsetzungszentrum Sanitätsmaterial für den Nachschub des Sanitätsmaterials und (Krankenhaus-)Hygiene zuständig. Veterinäre sind mit der Behandlung und Fragen der Tierhaltung und Tierzucht beschäftigt und dienen in dieser Funktion häufig in der Diensthundeklinik oder im Tragtierzentrum oder dort, wo Versuchstiere gehalten werden und sind für Fachfragen der Lebensmittelüberwachung zuständig. Neben der kurativen Tätigkeit sind Sanitätsoffiziere in den Instituten des Sanitätsdienstes und weiteren Dienststellen aber auch in der wehrmedizinischen Forschung und Analytik eingesetzt. Von besonderem Interesse sind Untersuchungen zu Seuchen und spezifischen Krankheitsbildern in den Einsatzländern, den Auswirkungen von ABC- und konventionellen Waffen, der Toxikologie und in diesem Zusammenhang stehenden Untersuchungsgegenständen der Pharmakologie. In der Lebensmittel- und Arzneimittelüberwachung, im Tier- und Umwelt- und Gesundheitsschutz, sowie der Tierseuchenkontrolle erfüllen vor allem Veterinäre und Apotheker auch öffentlich-rechtliche Aufgaben im Bereich der Bundeswehr. Beratend unterstützen leitende Sanitätsoffiziere im Heer als Divisions- oder Brigadearzt die Kommandeure in medizinischen Fachfragen. Höherrangige Sanitätsoffiziere werden in den genannten Einrichtungen oder in Stabsabteilungen anderer Ämter, Kommandobehörden und im Ministerium als Referats-, Abteilungs- und Laborleiter, Ober- und Chefarzt eingesetzt. Sanitätsoffiziere werden wie Truppenoffiziere auch in eher „klassischen“ Kommandeursfunktionen als Einheitsführer eingesetzt, wenn sie als Kompaniechef einer Sanitätskompanie oder Kommandeur eines Lazarett- oder Sanitätsregiments oder eines Versorgungs- und Instandsetzungszentrums dienen. In diesen Dienststellungen stehen insbesondere Fragen der Logistik, Eigensicherung und Truppenführung im Vordergrund. Sanitätsoffiziere der Bundeswehr dürfen gemäß Erlass vom 16. Dezember 1960 auch in Nebentätigkeit privat praktizieren, insofern dies die Wahrnehmung dienstlicher Aufgaben nicht gefährdet. Insgesamt dienen in der Bundeswehr (Stand Dezember 2007) 3150 Sanitätsoffiziere, davon 2400 als Ärzte, 430 als Zahnärzte, 240 als Apotheker und 80 als Veterinäre.
Aufgrund der geschilderten und ähnlicher Dienststellungen können die allermeisten Sanitätsoffiziere in den in der Vorgesetztenverordnung aufgezählten Fällen allen dienstlich oder fachlich unterstellten Soldaten Befehle erteilen. In ihrem Fachgebiet sind Sanitätsoffiziere fast immer auch Fachvorgesetzte anderer Soldaten. Sanitätsoffiziere sind als Einheitsführer Disziplinarvorgesetzte der ihnen truppendienstlich unterstellten Soldaten gemäß Wehrdisziplinarordnung.

### Ernennung und Besoldung
Maßgebliche gesetzliche Grundlagen für die Ernennung zum Sanitätsoffizier trifft die Soldatenlaufbahnverordnung (SLV) und ergänzend die Zentrale Dienstvorschrift (ZDv) 20/7. Zum Sanitätsoffizier können Soldaten auf Zeit, Berufssoldaten und beorderte Reservisten ernannt werden. Voraussetzung ist die Zugehörigkeit zu einer der Laufbahnen für Sanitätsoffiziere und die Approbation als Arzt, Zahnarzt, Tierarzt oder Apotheker. Für Apotheker ist zusätzlich die Qualifikation zum staatlich geprüften Lebensmittelchemiker nötig. Der Dienstgrad Stabsarzt, Stabsapotheker bzw. Stabsveterinär kann frühestens drei Jahre nach Eintritt in eine der Offizierslaufbahnen des Sanitätsdienstes erreicht werden. Sanitätsoffizieranwärter beenden in der Regel im Dienstgrad Leutnant (zur See) ihr Studium an einer zivilen Universität und werden mit der Approbation zum Sanitätsoffizier befördert. Eine Einstellung mit dem Dienstgrad Stabsarzt, Stabsapotheker oder Stabsveterinär oder einem der höheren Dienstgrade ist mit einer der Verwendung entsprechenden Qualifikation ebenfalls möglich.
Sanitätsoffiziere werden abhängig von Dienstgrad und Dienststellung nach der Bundesbesoldungsordnung (BBesO) mit A 13 bis B 9 besoldet. Sanitätsoffiziere erhalten einen Sold, der in etwa der Besoldung für die anderen (ranggleichen) Offiziere entspricht. Auffällig ist jedoch, dass an die drei rangniedrigsten Sanitätsoffizierdienstgrade (bis Oberfeldarzt und entsprechende Dienstgrade) meist ein höherer Sold als für andere ranggleiche Offiziersdienstgrade geknüpft ist.

### Ausbildung
Die Ausbildung zum Sanitätsoffizier erfolgt im Sinne der Soldatenlaufbahnverordnung als Sanitätsoffizieranwärter. Zunächst absolvieren Offizieranwärter der meisten Laufbahnen die Grundausbildung und weitere Ausbildungsabschnitte, teils in Form von Lehrgängen, an verschiedenen Ausbildungseinrichtungen. Im Vordergrund steht für Sanitätsoffiziere im Weiteren aber die akademische Ausbildung, die an einer zivilen Universität erfolgt. Mit Studienabschluss endet die Ausbildung zum Sanitätsoffizier. Meist bereits vor dem Studium (teils auch im Anschluss) werden Offizierslehrgänge an einer der Offizierschulen besucht, um die Funktion als militärischer Vorgesetzter ausfüllen zu können. Vor Ernennung zum Leutnant ist an einer Offizierschule eine Offizierprüfung zu bestehen. Während ihres Studiums haben Sanitätsoffiziere meist nur in Truppenpraktika, Famulaturen oder in praktischen Studienabschnitten Kontakt zur „regulären“ Truppe. Nach der Approbation schließt sich daher häufig auch eine (militärische) Aufbauausbildung (postuniversitären modularen Ausbildung (PumA), bestehend u. a. aus einer Einsatz-, Führungs- und Sprachausbildung) an, um die jungen Sanitätsoffiziere in die Truppe „wieder einzugliedern“.
In ihrer Verwendung als Offiziere schließen sich regelmäßig weitere Lehrgänge an, die Offiziere mit dem Grundwissen versorgen, das sie brauchen um eine neue Dienststellung einer höheren Hierarchieebene auszufüllen oder sich ändernden technischen, sozialen, einsatzspezifischen, medizinischen usw. Rahmenbedingungen anzupassen. Für Ärzte steht zunächst eine Ausbildung in Notfallmedizin im Vordergrund. Für Sanitätsoffiziere wird die Weiterbildung zum Facharzt, Fachtierarzt, Fachzahnarzt oder Fachapotheker ermöglicht. Der Stabsoffizierlehrgang an der Führungsakademie der Bundeswehr ist für die Beförderung zum Stabsoffizier nicht nötig. Besonders leistungsfähige Sanitätsoffiziere absolvieren dort aber dennoch diesen Lehrgang und/oder den General- /Admiralstabslehrgang, der eine spätere Verwendung in den Spitzenpositionen der Sanitätstruppe wahrscheinlicher werden lässt.

### Dienstgradabzeichen
Die Dienstgradabzeichen für Sanitätsoffiziere entsprechen im Wesentlichen denen für Offiziere. Zur Unterscheidung der Sanitätsoffiziere dienen Laufbahnabzeichen in Form eines (abgewandelten) Äskulapstabes. Die Schlange windet sich im Laufbahnabzeichen für Ärzte in doppelter Windung, bei Zahnärzten in einfacher Windung um den Stab. Bei Veterinären und Apothekern windet sich die Schlange in doppelter Windung um einen (gedachten bzw. nicht dargestellten Stab); bei Apothekern ist darunter zusätzlich eine Apothekerschale abgebildet. Bereits Sanitätsoffizieranwärter tragen eines dieser Laufbahnabzeichen entsprechend ihrem Studienfach.

## Vorgänger
Der Krimkrieg führte zur Einrichtung von Sanitätsdiensten in allen europäischen Armeen.

### Streitkräfte des Deutschen Reiches
| Sanitätsdienstgrade 1873–1934 | Sanitätsdienstgrade 1934–1945                                            | Vergleich Heeresdienstgrade Wehrmacht      |
| Generale | Generale                                                                 |                                            |
| --- | ------------------------------------------------------------------------ | ------------------------------------------ |
| Generaloberstabsarzt (Einführungsdatum unklar) noch 1919: GStA d. A. m. d. Range als GdI als Chef des Feld-Sanitätswesens | Generaloberstabsarzt                                                     | General (mit dem Zusatz der Waffengattung) |
| Generalstabsarzt (seit ca. 1910/11 in Preußen im Generalleutnantsrang, vorher und in anderen deutschen Staaten Generalmajor) | Generalstabsarzt                                                         | Generalleutnant                            |
| Generalstabsarzt / Obergeneralarzt (ab ca. 1910/11) / Generalarzt 1. Klasse (zeitweise obere Dienstaltershälfte der Generalärzte; in Preußen vormals Korpsarzt, Beibehalt als Postenbezeichnung)                                                                                       | Generalarzt                                                              | Generalmajor                               |
| Stabsoffiziere |                                                                          |                                            |
| Generalarzt 2. Klasse (untere Dienstaltershälfte der Generalärzte, bis 1898 Generalarzt 1. Klasse) | Oberstarzt                                                               | Oberst                                     |
| Generaloberarzt (bis 1898 Generalarzt 2. Klasse, in Postenstellung Divisionsarzt) | Oberfeldarzt                                                             | Oberstleutnant                             |
| Oberstabsarzt 1. Klasse (bis 1896/97 in zwei Klassen) | Oberstabsarzt                                                            | Major                                      |
| Hauptleute und Leutnante |                                                                          |                                            |
| Oberstabsarzt 2. Klasse (bis 1896 in zwei Klassen, vormals Regimentsarzt) | Stabsarzt                                                                | Hauptmann                                  |
| Stabsarzt (vormals Regimentsarzt) | Stabsarzt                                                                | Hauptmann                                  |
| Oberarzt (bis 1896 Assistenzarzt 1. Klasse) | Oberarzt                                                                 | Oberleutnant                               |
| Assistenzarzt (bis 1896/97 Assistenzarzt 2. Klasse) | Assistenzarzt                                                            | Leutnant                                   |
| Feldhilfsarzt (und Assistenzarzt) (seit 06.03.1916), nicht approbiert, ranggleich dem Feldwebelleutnant. Auf Kriegsdauer dazu befördert werden konnten Feldunterärzte nach sechsmonatiger Frontbewährung. Nach erfolgter Approbation war Beförderung zum Assistenzarzt (d. R.) möglich | –                                                                        |                                            |
| Offizieranwärter |                                                                          |                                            |
| Unterarzt (mit voller Approbation, entsprach dem ranghöchsten OA Fähnrich) | Unterarzt (gleich dem ranghöchsten OA Oberfähnrich)                      | Fahnenjunker-Oberfeldwebel/Oberfähnrich    |
| Feldunterarzt (seit 1914. Kriegsdienstleistender Medizinstudent mit Physikum bzw. ab 7. Semester, entsprach dem Offizierstellvertreter) | Feldunterarzt (seit 1940. OA> mit Physikum, ranggleich dem Oberfähnrich) | Fahnenjunker-Oberfeldwebel/Oberfähnrich    |
| überzähliger Sanitätsvizefeldwebel (seit 1916 kriegsdienstleistender Medizinstudent nach dem 2. Semester) |                                                                          |                                            |

Verwirrend erscheint die Nachrangstellung des Generaloberarztes (Bezeichnung 1934 abgeschafft) gegenüber dem Generalarzt. Dieser ist zudem nicht zu verwechseln mit dem um 1910/1911 eingeführten Dienstgrad Obergeneralarzt. Ebenso irritierend erscheinen die inkonsistenten Bezeichnungen von Feldärzten mit Oberfeldarzt und Feldunterarzt.

### Streitkräfte Österreich-Ungarns

Generaloberstabsarzt Joseph von Kerzl (1912)

Die österreichisch-ungarischen Streitkräfte kannten die Stellung eines Sanitätsoffiziers ebenfalls. Beispielsweise bekleidete Joseph Ritter von Kerzl (1841–1919), der langjährige Leibarzt Kaiser Franz Josephs I., den Dienstgrad eines Generaloberstabsarztes. Wichtige Ausbildungsstätte der Sanitätsoffiziere der österreichisch-ungarischen Streitkräfte war das Josephinum (Wien).
| Sanitätsdienstgrade 1874       | Diäten- bzw. Rangklasse                 |
| Generale                       | Generale                                |
| ------------------------------ | --------------------------------------- |
| Generaloberstabsarzt           | IV (entsprechend Feldmarschallleutnant) |
| Generalstabsarzt               | V (Generalmajor)                        |
| Stabsoffiziere                 |                                         |
| Oberstabsarzt, 1. Klasse       | VI (Oberst)                             |
| Oberstabsarzt, 2. Klasse       | VII (Oberstleutnant)                    |
| Stabsarzt                      | VIII (Major)                            |
| Hauptleute und Leutnante       |                                         |
| Regimentsarzt, 1. u. 2. Klasse | IX (Hauptmann, 1. u. 2. Klasse)         |
| Oberarzt                       | X (Oberleutnant)                        |
| Assistenzarzt                  | XI (Leutnant)                           |